# AirHelp
AirHelp è un'azienda informatica della Silicon Valley che si occupa di fornire assistenza ai passeggeri di voli che hanno subito cancellazioni, ritardi o sovraprenotazioni su tratte europee o extraeuropee. Secondo il regolamento UE 261/2004, a tutti i passeggeri vengono riconosciuti dei diritti minimi in caso di negato imbarco per overbooking o per cancellazione o ritardo di un volo operato da una compagnia aerea registrata nella Comunità Europea, in partenza o in arrivo nel territorio di uno Stato membro.

## Storia
AirHelp è stata avviata nel gennaio 2013, grazie all'incubatore aziendale Y Combinator, da Henrik Zillmer (CEO), Nicolas Michaelsen (CMO) e Greg Roodt (CTO), cui successivamente si sono affiancati Poul Oddershede (CFO) e Morten Lund.
L'azienda è stata introdotta da TechCrunch nella sessione invernale 2014 di Y-Combinator.
AirHelp viene quindi presentata sul mercato lanciando i suoi servizi negli Stati Uniti nel marzo 2014. Durante l'evento annuale di Tech Breakdown Disrupt NY, tenutosi nel maggio dello stesso anno, sono stati annunciati i suoi servizi di integrazione con Gmail, Yahoo e Outlook. L'integrazione ha consentito a AirHelp di ricercare nell’account dell'utente itinerari di volo che possono essere titolari di risarcimento secondo il Regolamento UE di tutela dei passeggeri aerei.
AirHelp è stata destinataria del Premio Spark 2014 alla conferenza inaugurale tenutasi a Las Vegas nel maggio 2014. La società è risultata fra le prime in un pool di 30 startup tecnologiche su un totale di 500 candidature. Sempre nel maggio 2014, AirHelp è stata nominata la Start-Up danese dell'anno nei Nordic Startup Awards.
Nell'ottobre 2015 l'azienda ha elaborato l'AirHelp Score, un sistema di classificazione di compagnie aeree e aeroporti sulla base di diversi fattori, tra cui puntualità, qualità dei servizi forniti e assistenza ai passeggeri.

## Prodotti
I servizi di AirHelp mirano ad informare e permettere ai viaggiatori che utilizzano un aereo di sfruttare appieno i propri diritti di consumatori, integrando con i propri servizi quelli offerti dall'assistenza ai clienti fornita dalle compagnie aeree. Con la sua attività, AirHelp semplifica il processo di reclamo per i passeggeri che si troverebbero invece a dover procedere individualmente con costi e tempi notevolmente più importanti.
La legislazione non si applica ai voli che sono stati interrotti da circostanze straordinarie al di là del controllo della compagnia aerea, come motivi legati alle condizioni atmosferiche o agli scioperi aeroportuali. La giurisdizione della legge include voli effettuati nei 3 anni dalla richiesta di risarcimento.
Per controllare la propria idoneità al risarcimento di un volo, i viaggiatori possono utilizzare in modo gratuito il sito web di AirHelp o l'applicazione mobile per IOS o Android. Dopo aver determinato l'idoneità al reclamo, il viaggiatore può scegliere di delegare ad AirHelp la gestione della propria richiesta contro la compagnia aerea. Gli importi di compensazione e l'ammissibilità della richiesta sono determinati da numerosi fattori, tra cui l'origine e la destinazione del volo, la distanza e il numero di ore totali ritardate prima di arrivare alla sua destinazione finale. Ad AirHelp viene riconosciuta una percentuale solo nel caso in cui il viaggiatore veda accolta la propria richiesta di reclamo, in caso contrario il servizio non presenta costi.
Il servizio è disponibile in Stati Uniti, Danimarca, Svezia, Norvegia, Finlandia, Regno Unito, Irlanda, Francia, Belgio, Paesi Bassi, Germania, Svizzera, Austria, Spagna, Italia, Portogallo e Grecia. L'azienda ha dichiarato di aver supportato oltre 3 milioni di passeggeri in 35 paesi.